# Суперкубок Европы по регби
Суперкубок Европы (The Super Cup) — ежегодный клубный турнир по регби-15, проводимый Регби Европы (Rugby Europe). Первый розыгрыш суперкубка прошел в 2021-22 годах.

## Регламент турнира
Турнир анонсирован как ежегодный. В нем могут принимать участие как профессиональные регбийные клубы, так и регбийные франшизы. Все команды разделены на две конференции: западную и восточную. Каждая из команд сыграет дважды с командами своей группы: дома и в гостях. Затем две лучшие команды каждой из групп выйдут в полуфиналы, где разыграют путевку в финал. 
Цель турнира — ликвидировать разрыв между европейскими странами в развитии регби и привлечь новых спонсоров на новых рынках.

### Команды

#### Восточная конференция
- Batumi RС  Грузия
- The Black Lion  Грузия
- Tel-Aviv Heat  Израиль
- Romanian Wolves  Румыния

#### Западная конференция
- Brussels Devils  Бельгия
- The Delta  Нидерланды
- Lusitanos XV  Португалия
- Castilla y León Iberians  Испания

В первом сезоне кубка (2021-2022) в восточную конференцию вместе с командами из Израиля и Грузии были включены также две российские команды — Енисей-СТМ и «Локомотив-Пенза». По итогам группового этапа красноярцы заняли второе место, а Пенза стали четвертыми.

## Финалы
| Год     |          | Финал        | Финал | Финал           | Финал         |                          | Матч за третье место | Матч за третье место     | Матч за третье место | Матч за третье место |
| Год     | Город    | Победитель   | Счёт  | Второе место    | Город         | Третье место             | Счёт                 | Четвёртое место          |                      |                      |
| 2021–22 | Лиссабон | «Блэк Лайон» | 17–14 | Лузитанс XV     | Не проводился | Не проводился            | Не проводился        | Не проводился            |                      |                      |
| 2022    | Тбилиси  | «Блэк Лайон» | 29–17 | «Тель-Авив Хит» | Не проводился | Не проводился            | Не проводился        | Не проводился            |                      |                      |
| 2023    | Тбилиси  | «Блэк Лайон» | 27–17 | «Тель-Авив Хит» | Амстердам     | «Ромэниан Вулвз»         | 41–17                | «Кастилия-Леон Иберианс» |                      |                      |
| 2024    | Тбилиси  | «Блэк Лайон» | 36–0  | Лузитанс XV     |               | «Кастилия-Леон Иберианс» |                      |                          |                      |                      |